# Vena braquiocefálica
Las venas braquiocefálicas derecha e izquierda, venas anónimas, venas innominadas o troncos venosos braquiocefálicos (venae anonymae dextra et sinistra, TA: venae brachiocephalicae dextra et sinistra) son dos troncos venosos situados en la parte superior del tórax que drenan sangre de la cabeza, cuello y miembros superiores, y se unen para formar la vena cava superior. Cada tronco se forma en la base del cuello por la unión de la vena yugular interna y subclavia del mismo lado.

## Trayecto
- El tronco derecho (vena braquiocefálica derecha, TA: vena brachiocephalica dextra) pasa casi verticalmente hacia abajo por delante del tronco arterial braquiocefálico.[2]
- El tronco izquierdo (vena braquiocefálica izquierda, TA: vena brachiocephalica sinistra) pasa de izquierda a derecha por detrás de la parte superior del esternón (a nivel de la articulación esternoclavicular[1]).[2]

## Tributarias
Cada uno de estos troncos venosos recibe:
- la vena cervical profunda;[2]
- la vena tiroidea profunda;[2]
- la vena torácica interna.[2]

El tronco izquierdo recibe además:
- ramas intercostales;[2]
- ramas tímicas;[2]
- ramas traqueales;[2]
- ramas esofágicas;[2]
- ramas frénicas;[2]
- ramas mediastínicas;[2]
- ramas pericárdicas;[2]
- el conducto torácico.[2]

El tronco derecho recibe: 
- El conducto linfático derecho;[2]
- Nervio frénico;[2]

## Imágenes adicionales

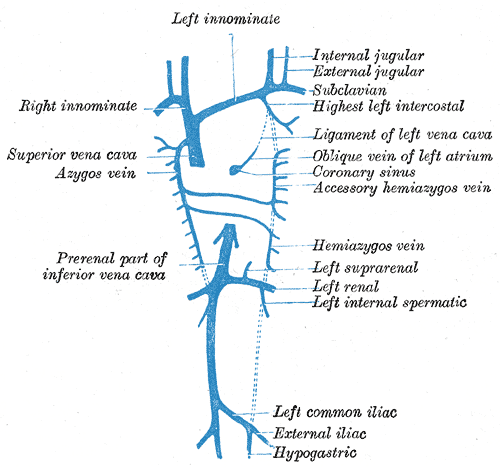
Diagrama que muestra en las venas parietales plenamente desarrolladas.
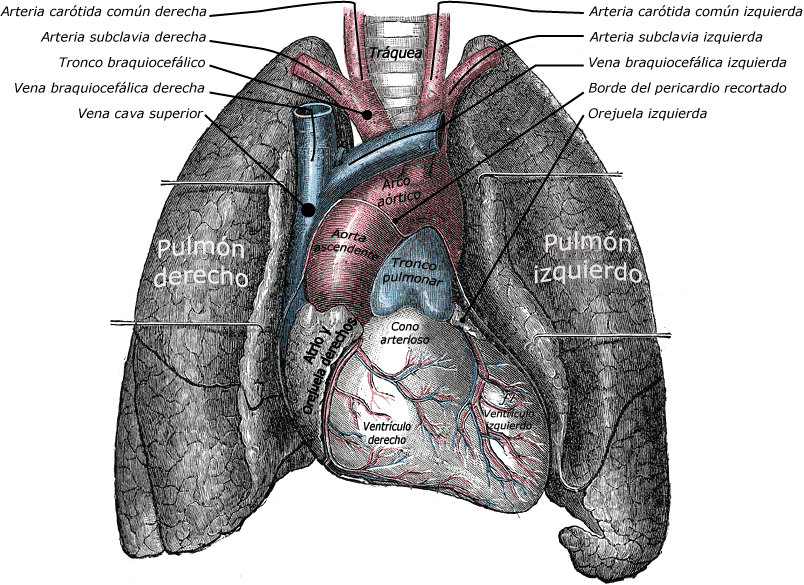
Vista frontal del corazón, pulmones y grandes vasos.
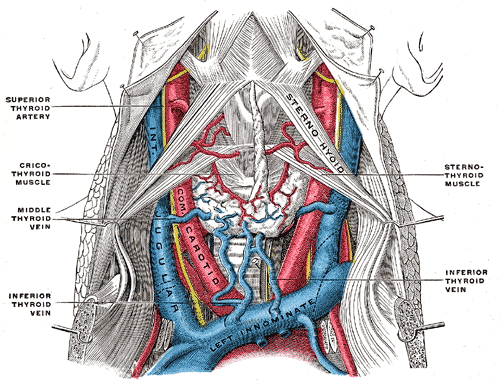
La fascia y venas tiroideas.
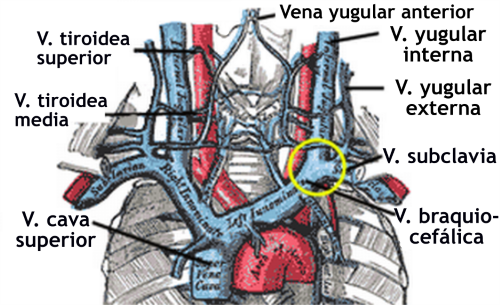
Las venas braquiocefálicas, vena cava superior, vena cava inferior y sus tributarias.
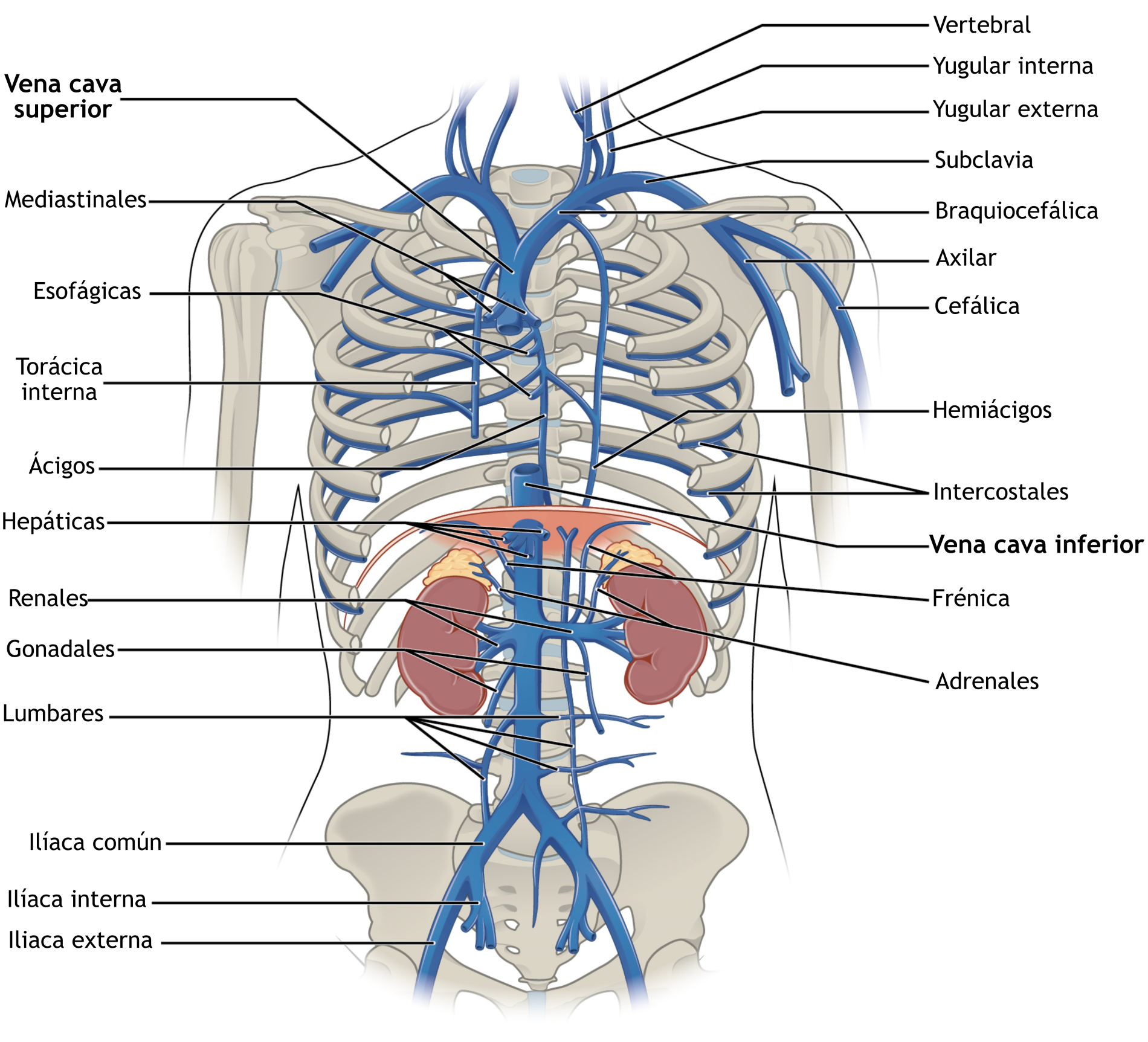
Venas de las regiones torácica y abdominal